# Gerlóczy Ferenc (orvos)
Gerlóczi és alsóviszokai Gerlóczy Ferenc (Budapest, 1911. október 23. – Budapest, 1990. március 12.) magyar orvos, gyermekgyógyász, egyetemi tanár; az orvostudományok kandidátusa (1952), az orvostudományok doktora (1990).

## Életpályája
A budapesti Pázmány Péter Tudományegyetem Orvostudományi Karán 1935. szeptember 21-én avatták orvosdoktorrá. 1935 és 1939 között a Pázmány Péter Tudományegyetem I. sz. Gyermekklinikájának gyakornoka volt. 1939 és 1949 között egyetemi tanársegédként dolgozott. 1939-ben gyermekgyógyász szakorvosi vizsgát tett. 1944-ben Szikszón volt körorvos, 1944–1945-ben a szikszói II. Rákóczi Ferenc Közkórház megbízott igazgató-főorvosaként praktizált. 1948-ban magántanári képesítést szerzett. 1948-ban a Magyar Gyermekorvosok Társasága titkára, 1949-ben vezetőségi tagja, 1950-ben elnökségi tagja, 1952–1954 között elnöke, 1960-ban alelnöke, 1969–1979 között tiszteletbeli elnöke volt. 1949–1953 között egyetemi adjunktus, 1953–1956 között egyetemi docens volt. 1953–1967 között a Gyermekgyógyász Szakbizottságának tagja, 1958–1964 között elnökhelyettese, 1964–1967 között elnöke volt. 1956–1981 között egyetemi tanár volt. 1958–1968 között az Egészségügyi Tudományos Tanács Plénumának rendes tagja volt. 1958–1970 között a Magyar Tudományos Akadémia I. sz. Klinikai Bizottságának titkára volt. 1971–1981 között a Gyermekklinika igazgatója volt. 1978-tól a Magyar Táplálkozástudományi Társaság tiszteletbeli tagja volt. 1981–1990 között tudományos tanácsadóként dolgozott.

### Munkássága
A mellékpajzsmirigy eredetű kórkép, a klinikai és experimentális virológia egyes kérdései, a csecsemő- és gyermekgyógyászat diagnosztikai kérdései álltak kutatásainak középpontjában. Könyvein kívül több tanulmánya jelent meg. Tagja volt a Magyar Tudományos Akadémia Acta Paediatrica Hungarica szerkesztőbizottságának.
Sírja a Farkasréti temetőben található.

## Családja
Nevelőapja Gerlóczy Zsigmond (1863–1937) orvos, édesanyja Nagy Ida (1887–1944) volt. Féltestvére: Gerlóczy Géza (1890–1952) orvos, Gerlóczy Gedeon (1895–1975) építész, szakíró és Gerlóczy Edit (1889–1978) voltak. Testvére: Gerlóczy Pál (1909–1994). Felesége Gerlóczy (= Telléry) Sára (1931–) festő, grafikus. Három gyermeke született: Bea, Mónika és Ferenc (1957–) újságíró. Unokája: Gerlóczy Márton (1981–) író.

## Művei
- Maradék és differenciálnitrogén vizsgálatok gyermekeken (Recht Istvánnal, Budapest, 1938)
- Adatok az anaphylaxiás májfunctiora (Recht Istvánnal, Gyógyászat, 1939)
- A rachitis gyógyítása Caldeával (Budapesti Orvosi Ujság, 1940)
- Adatok a test egyenészeti fejlődési rendellenességek örökléstanához (Budapest, 1941)
- Testegyenészeti fejlődési rendellenességek örökléstanához (Orvosképzés, 1941)
- Cysta ovarii nyolcéves gyermekben (Budapest, 1941)
- Tetánia idiopathica juvenilis (Budapest, 1942)
- Garatmögötti hidegtályog érdekes esete (Gyógyászat, 1942)
- A csecsemőkori otogen toxikosisok (Orvosi Hetilap, 1943)
- Az otogen decompositiok (Orvosi Hetilap, 1944)
- Gyermekkori acut alcohol intoxicatio (Budapest, 1946)
- Seronegatív lues diagnosztikailag érdekes esete (Orvosok Lapja, 1947)
- A Guillain Barré-syndroma és a központi idegrendszer vírusbetegségei közötti kapcsolatról (Barta Lajossal, Orvosi Hetilap, 1949)
- A koraszülött (A gyakorló orvos könyvtára. Gyermekgyógyászat. Budapest, 1950)
- Rachitis és Tetania (Budapest, 1951)
- A d, (-tocophero) E-vitamina koraszülöttek klinikumában és pathológiájában (tanulmányok, Budapest, 1951)
- A placenta E-vitamin barriére-ének vizsgálata (Orvosi Hetilap, 1951)
- Korszerű gyermekorvoslás újszülöttkorban ép viszonyok között (Gyermekgyógyászat, 1952)
- A pterygium syndromáról 3 Status Bonnevie–Ullrich-eset részletes ismertetésével (Molnár Alice-szel; Gyermekgyógyászat, 1953)
- Adatok a gyermekkori moniliasis kérdéséhez (Schmidt Károllyal, Scholz Magdával, Gyermekgyógyászat, 1955)
- A rachitis időszerű kérdései (Orvosi Hetilap, 1956)
- Csecsemő- és gyermekkori heveny katasztrófák (Szerkesztette: Láncos Ferenccel; A gyakorló orvos könyvtára; Budapest, 1957)
- Sorvadt csecsemők vitamin-anyagcseréje. 1–10. (Gyermekgyógyászat, 1957–1958)
- Központi idegrendszeri struktúrával bíró nyaki daganat csecsemőben (Jellinek Harryval; Gyermekgyógyászat, 1959)
- A gyermekgondozás egyes kérdései (Budapest, 1960)
- A rachitis gyógykezelése „Caldea”-val (Budapest, 1960)
- Az E vitamin gyermekgyógyászati jelentősége (Budapest, 1960)
- A hemihypertrophiáról. 11 valódi hemihypertrophia eset ismertetésével (Pap Kálmánnal; Gyermekgyógyászat, 1960)
- Újabb adatok az E-vitamin érvédő szerepéhez a gyermekkorban (Gyermekgyógyászat, 1961)
- Kizárólag anyatejjel táplált ikerpáron észlelt fehérje-hiánybetegség (Bencze Bélával, Tarján Róberttel; Gyermekgyógyászat, 1963)
- Újabb biológiailag aktív anyagok kimutatása a vernix caseosában (Bencze Bélával, Iványi Kornéllal; Magyar Nőorvosok Lapja, 1963)
- Adatok a gyermekkori E-vitaminhiány klinikopathológiájához (Gyermekgyógyászat, 1965)
- A gyermekgyógyászat tanításának metodikai problémái (Az orvosképzés néhány kérdése; Budapest, 1966)
- Az emberi E-vitaminhiányról és az E-vitamin hatásmechanizmusáról (Orvosi Vitamin, 1968)
- Heveny katasztrófák csecsemő és gyermekkorban (Láncos Ferenccel, Budapest, 1970)
- A mellékpajzsmirigyek túlműködéséről gyermekkorban (Molnár Máriával; Gyermekgyógyászat, 1970)
- A gyermekgondozás egyes kérdései (Budapest, 1971)
- A tocopherol – E-vitamin – újszülöttkori szerepéről és hatásmódjának egyes kérdéseiről (Gyermekgyógyászat, 1972)
- Parathyreoidea eredetű kórképek. – A magnézium- anyagcserezavar jelentősége újszülöttkorban (Válogatott fejezetek a gyermekkor endokrinológiájából és anyagcserezavaraiból. Budapest, 1975)
- A vitaminológia újabb eredményei (Gyermekgyógyászat, 1975)
- Magnézium-anyagcsere a perinatális szakban (Ludmány Konráddal) – Vitaminháztartás a perinatális szakban. – Újszülött-táplálás és adaptáció (Gyermekgyógyászat, 1977)
- Gyermekgyógyászat. Klinikai előadások. I–IV. (Budapest, 1979)
- Vitaminok (Az újszülött. Budapest, 1986)
- Tokoferol. E-vitamin. Vizsgálatok az élettan, kórélettan, klinikum témakörében. Tudományos tevékenység tézisszerű összefoglalása. Doktori értekezés (Budapest, 1987)

## Díjai, elismerései
- Arvo Ylippö-emlékérem (1957)
- Bókay János-emlékérem (1958)
- Gerlóczy Zsigmond-emlékérem (1962)
- Akadémiai Díj (1962)
- Munka Érdemrend (1962; arany, 1978)
- Markhot Ferenc-emlékérem (1965)
- A Liége-i Egyetem Emlékérme (1970)
- Tangl Ferenc-emlékérem (1978)
- Schöpf-Merei Ágost-emlékérem (1981)